# Peney-le-Jorat
Peney-le-Jorat is een plaats en voormalige gemeente in het Zwitserse kanton Vaud .
Montaubion-Chardonney telt 74 inwoners.

## Geschiedenis
Voor 2008 maakte de gemeente deel uit van het toenmalige district Oron. Op 1 januari 2008 werd de gemeente deel uit van het nieuwe district Gros-de-Vaud.
Op 1 januari 2011 fuseerde de gemeente met de gemeentes Montaubion-Chardonney, Sottens, Villars-Mendraz en Villars-Tiercelin tot de nieuwe gemeente Jorat-Menthue.
- Historisch woordenboek van Zwitserland: 002565
- Virtual International Authority File: 317277615
- WorldCat: E39PBJkxJ867yWptvDq9CT7CQq